# 拿撒勒派
拿撒勒派是公元1世纪早期犹太基督教教派。“拿撒勒派”一词最早出现于《使徒行传》中使徒保罗被指控为拿撒勒派的首领，当时该词的意思是耶稣的追随者。后来，该词逐渐开始指代遵循妥拉的犹太基督徒以区别不遵循妥拉的外邦人。